# Municipio de Cabricán
Municipio de Cabricán är en kommun i Guatemala.   Den ligger i departementet Departamento de Quetzaltenango, i den västra delen av landet, 130 km väster om huvudstaden Guatemala City. Antalet invånare är 19 281.